# Gymnostomum
Gymnostomum là một chi thực vật thuộc họ Pottiaceae.
Chi này có các loài sau (tuy nhiên danh sách này có thể chưa đủ):
- Gymnostomum boreale, Nyholm & Hedenäs
- Gymnostomum japonicum

## Hình ảnh

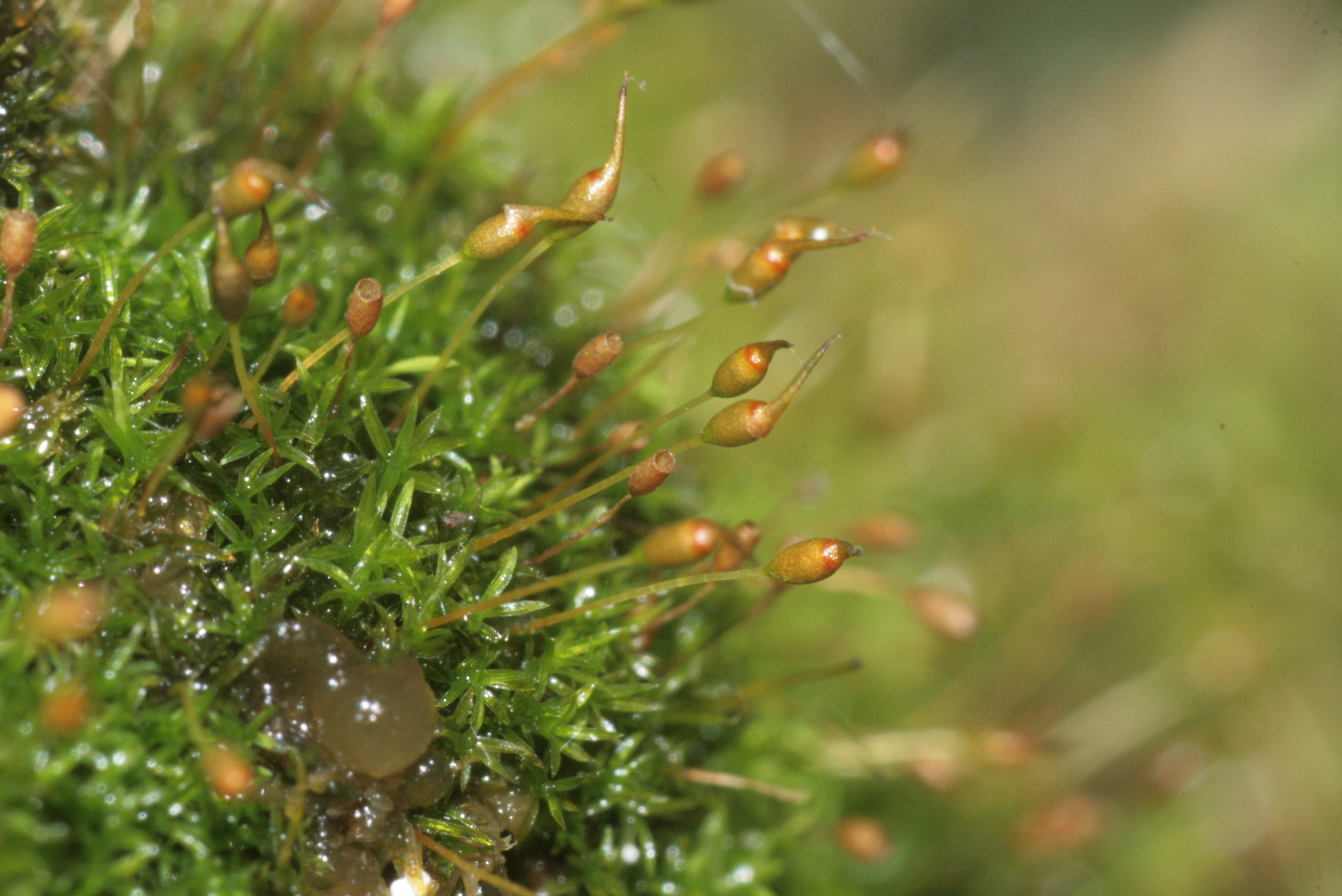
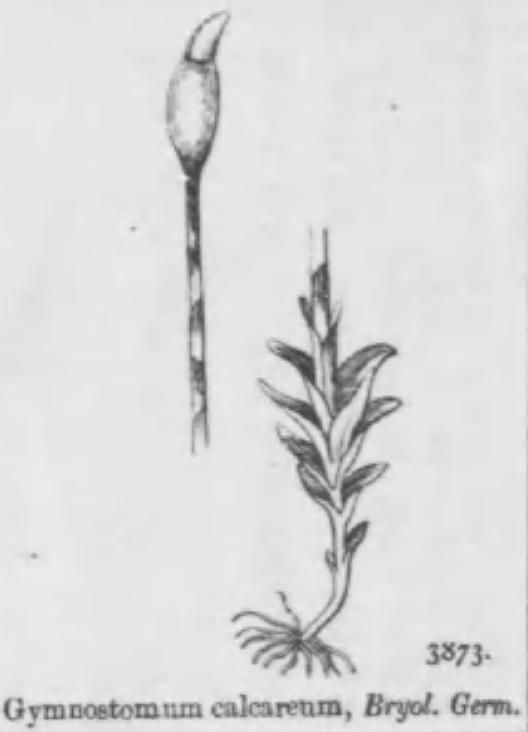
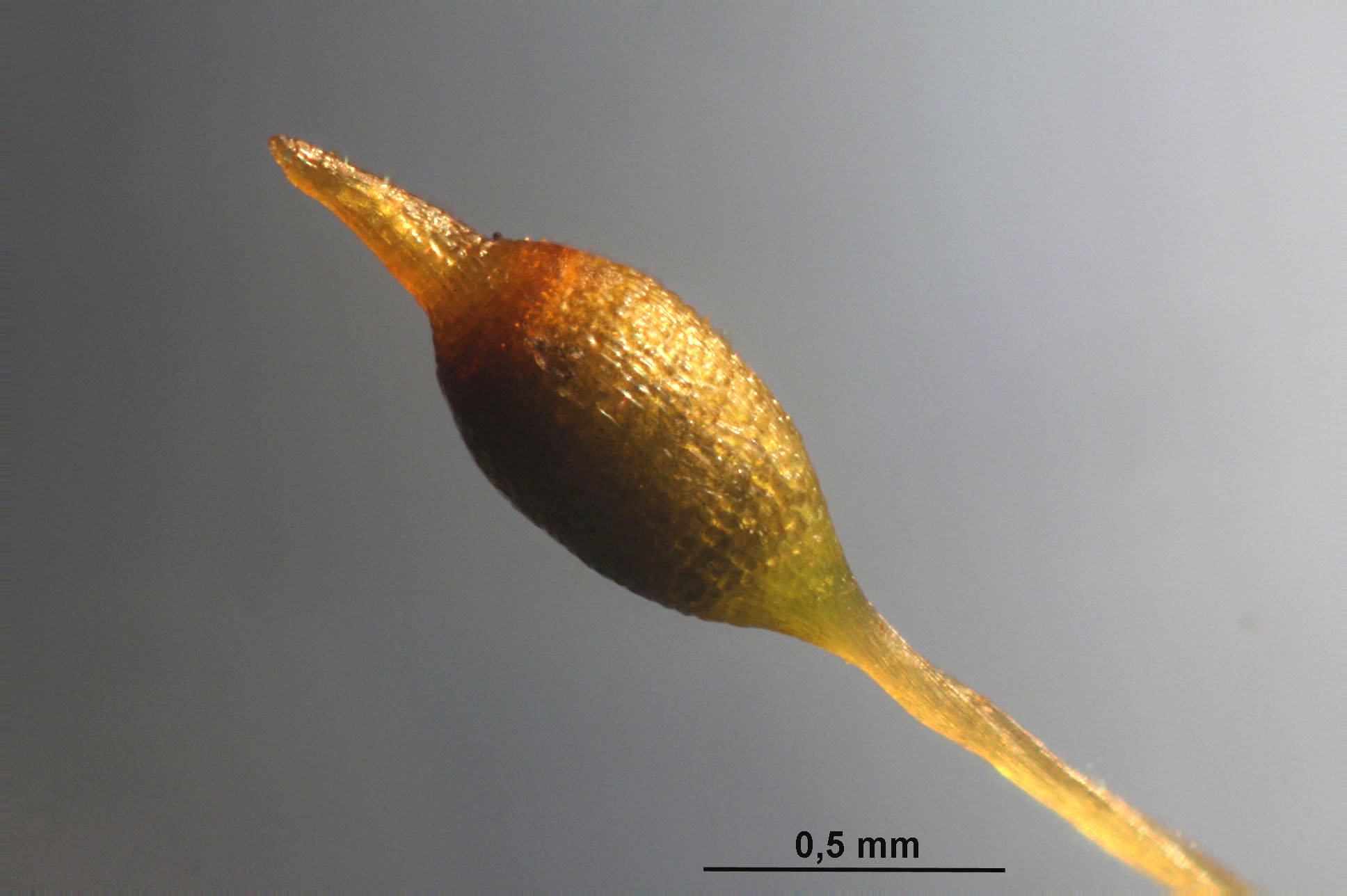
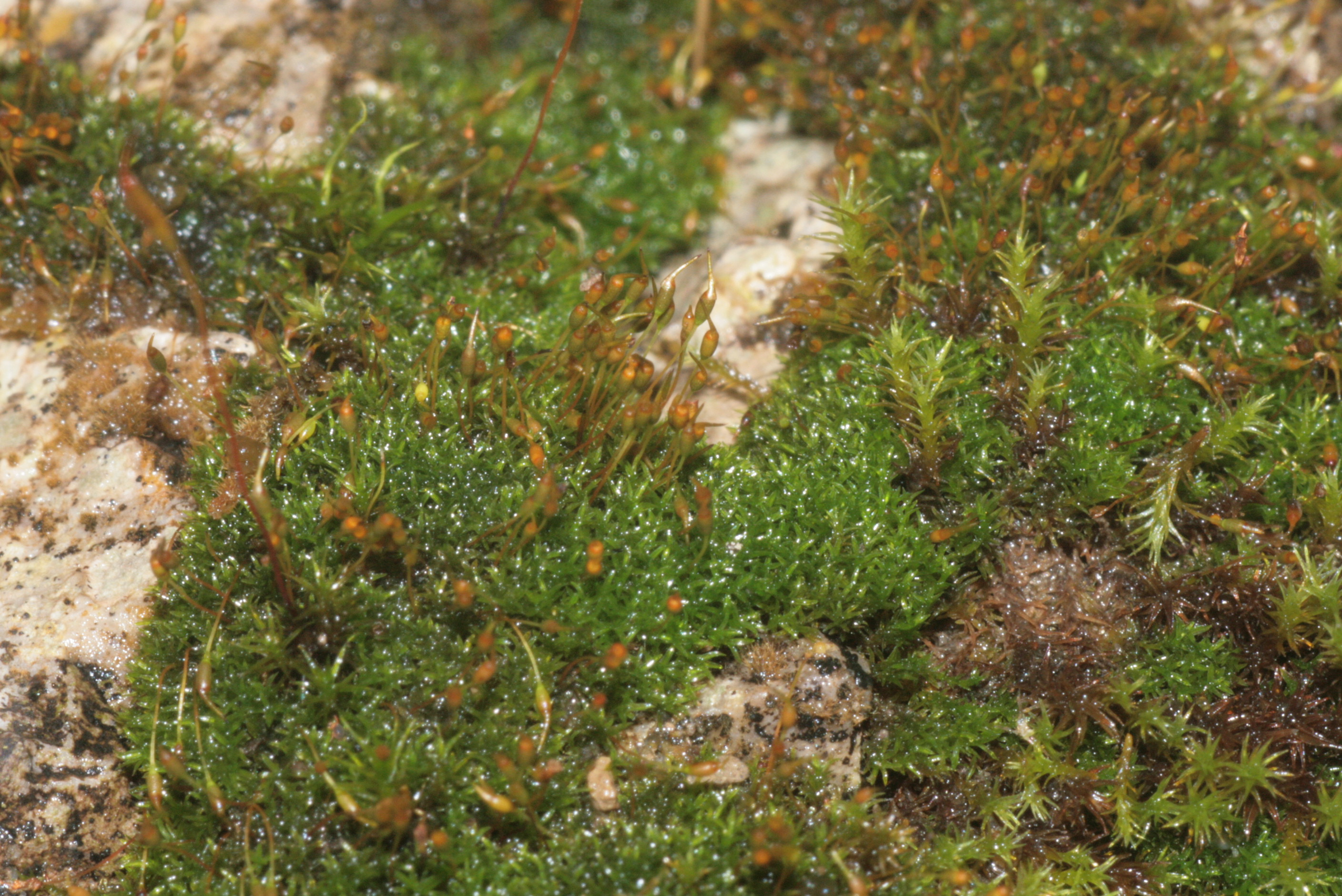